# 蒙热尔蒙
蒙热尔蒙（法語：Montgermont，法語發音：[mɔ̃ʒɛʁmɔ̃]）是法国伊勒-维莱讷省的一个市镇，位于该省中部，属于雷恩区和雷恩都会区，其市镇面积为4.67平方公里，2022年1月1日时人口数量为3777人。
蒙热尔蒙是雷恩都会区的组成部分，位于雷恩市区西北，是雷恩近郊重要的卫星城之一。

## 行政
蒙热尔蒙的邮政编码为35760，INSEE市镇编码为35189。当地居民被称为。

## 地理

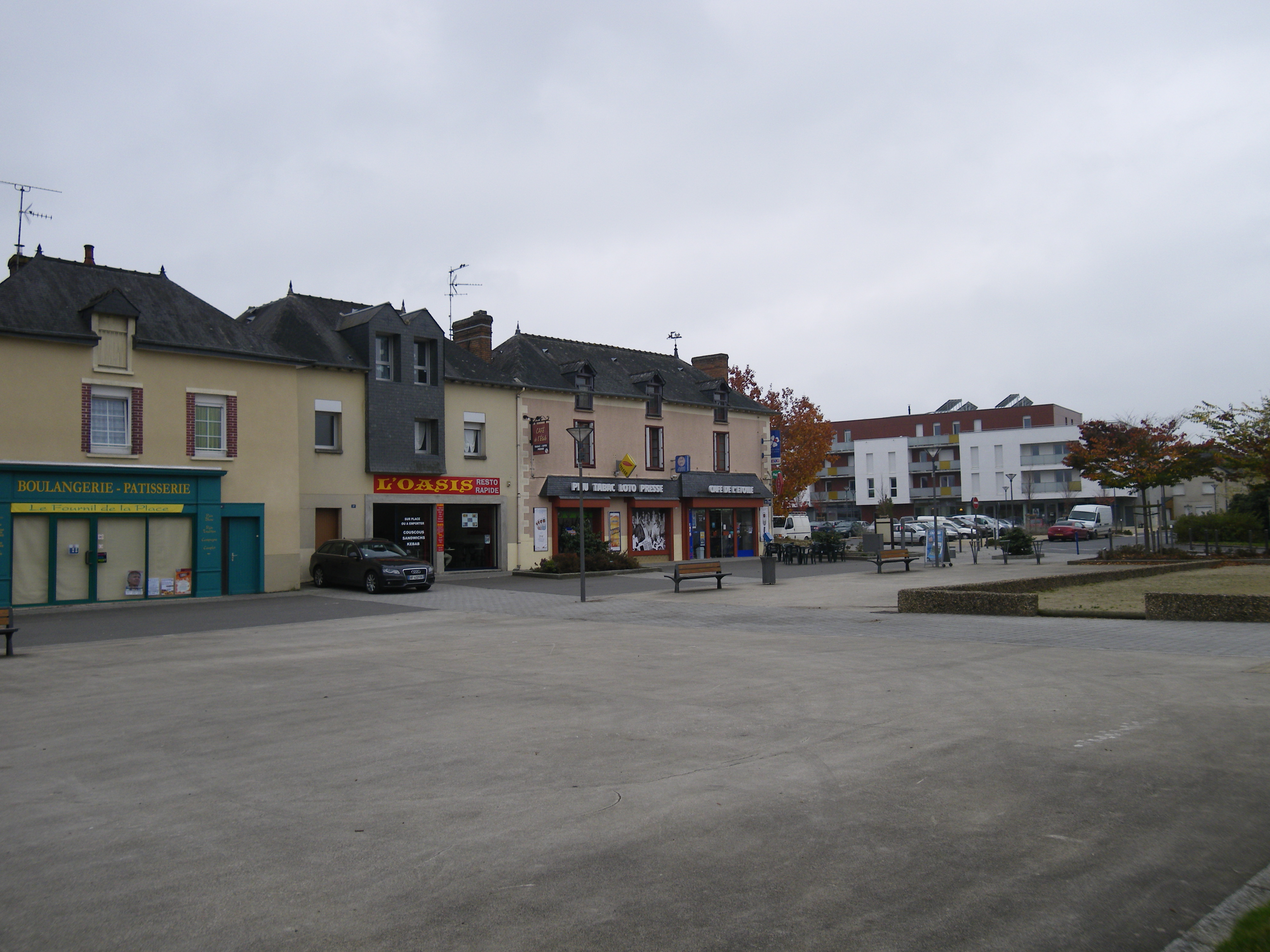
蒙热尔蒙镇中心广场

蒙热尔蒙（48°9'24"N, 1°42'58"W）位于法国西北部，布列塔尼大区东部和伊勒-维莱讷省中部，距离省会雷恩大约4公里。
与蒙热尔蒙接壤的市镇包括：雷恩、拉沙佩勒德富日雷、帕塞、圣格雷瓜尔。
蒙热尔蒙境内地势平坦，海拔在34至62米之间。
小马赖溪（Le petit Marais）自西向东流经境内，为伊勒河的一条支流。
按照柯本气候分类法，蒙热尔蒙属于较为典型的温带海洋性气候，全年温差较小，降水分布均匀。

## 交通
伊勒-维莱讷省省道D137线（雷恩－圣马洛快速公路）经过蒙热尔蒙东部，并设有一个出入口；省道D29线、D231线和D637线在蒙热尔蒙境内交汇。雷恩公交52路经过蒙热尔蒙境内并设有站点。

## 政治
现任帕塞市长为洛朗·普里泽先生（Laurent Prizé），他是一名左翼无党派人士。

## 人口
| 年份   | 1936 | 1946 | 1954 | 1962 | 1968 | 1975  | 1982  | 1990  | 1999  | 2004  | 2009  | 2014  | 2018  |
| ------ | ---- | ---- | ---- | ---- | ---- | ----- | ----- | ----- | ----- | ----- | ----- | ----- | ----- |
| 人口數 | 375  | 454  | 460  | 453  | 600  | 1,099 | 1,978 | 2,402 | 2,758 | 2,965 | 3,039 | 3,267 | 3,440 |